# Vincent Laigle

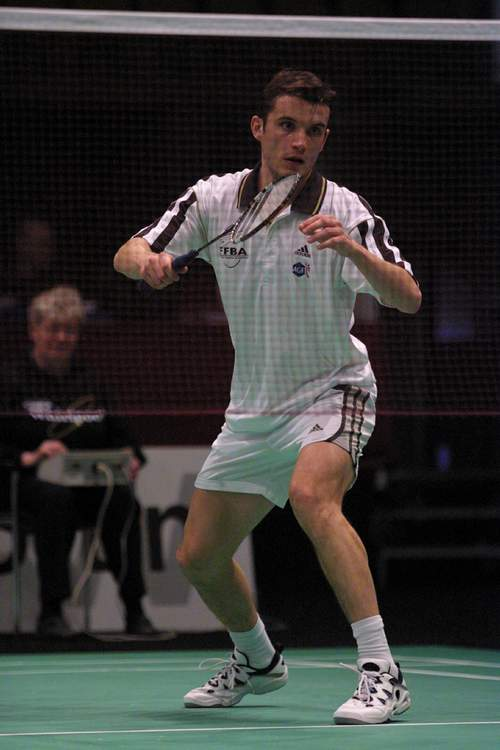
Vincent Laigle (2002)

Vincent Laigle (* 23. Januar 1973) ist ein französischer Badmintonspieler.

## Karriere
Vincent Laigle gewann 1995 seinen ersten nationalen Titel in Frankreich. Außerhalb seiner Heimat war er unter anderem bei den Spanish International, Slovenian International, Romanian International, Portugal International, Welsh International und Croatian International erfolgreich.

## Sportliche Erfolge
| Saison    | Veranstaltung                                | Disziplin    | Platz | Name                                |
| --------- | -------------------------------------------- | ------------ | ----- | ----------------------------------- |
| 1988/1989 | Französische Nachwuchsmeisterschaft (Cadets) | Herrendoppel | 1     | Pascal Robinson / Vincent Laigle    |
| 1988/1989 | Französische Nachwuchsmeisterschaft (Cadets) | Herreneinzel | 1     | Vincent Laigle                      |
| 1990/1991 | Französische Juniorenmeisterschaft           | Herrendoppel | 1     | Pascal Robinson / Vincent Laigle    |
| 1990/1991 | Französische Juniorenmeisterschaft           | Herreneinzel | 1     | Vincent Laigle                      |
| 1994/1995 | Französische Meisterschaft                   | Herrendoppel | 1     | Manuel Dubrulle / Vincent Laigle    |
| 1995/1996 | Französische Meisterschaft                   | Herrendoppel | 1     | Manuel Dubrulle / Vincent Laigle    |
| 1996      | Slovenian International                      | Herrendoppel | 1     | Manuel Dubrulle / Vincent Laigle    |
| 1996/1997 | Französische Hochschulmeisterschaft          | Herrendoppel | 1     | David Toupé / Vincent Laigle        |
| 1996/1997 | Französische Meisterschaft                   | Herrendoppel | 1     | Manuel Dubrulle / Vincent Laigle    |
| 1997/1998 | Französische Meisterschaft                   | Herrendoppel | 1     | Manuel Dubrulle / Vincent Laigle    |
| 1998      | Spanish International                        | Herrendoppel | 1     | Manuel Dubrelle / Vincent Laigle    |
| 1998/1999 | Französische Meisterschaft                   | Herrendoppel | 1     | Manuel Dubrulle / Vincent Laigle    |
| 1999      | Romanian International                       | Herrendoppel | 1     | Manuel Dubruille / Vincent Laigle   |
| 1999      | Slovenian International                      | Herrendoppel | 1     | Manuel Dubrulle / Vincent Laigle    |
| 1999      | Weltmeisterschaft                            | Herrendoppel | 33    | Manuel Dubrulle / Vincent Laigle    |
| 1999      | Weltmeisterschaft                            | Mixed        | 33    | Vincent Laigle / Amélie Decelle     |
| 1999      | Portugal International                       | Herrendoppel | 1     | Manuel Dubrulle / Vicent Laigle     |
| 2000      | Volant d’Or de Toulouse                      | Herrendoppel | 1     | Vincent Laigle / Svetoslav Stoyanov |
| 2001      | Welsh International                          | Herrendoppel | 1     | Vincent Laigle / Svetoslav Stoyanov |
| 2001      | French Open                                  | Herrendoppel | 1     | Vincent Laigle / Svetoslav Stoyanov |
| 2001/2002 | Französische Meisterschaft                   | Herrendoppel | 1     | Vincent Laigle / Svetoslav Stoyanov |
| 2002      | Croatian International                       | Herrendoppel | 1     | Vincent Laigle / Svetoslav Stoyanov |
| 2002      | Czech International                          | Herrendoppel | 1     | Svetoslav Stoyanov / Vincent Laigle |
| 2002      | Volant d’Or de Toulouse                      | Herrendoppel | 1     | Vincent Laigle / Svetoslav Stoyanov |
| 2002      | Spanish International                        | Herrendoppel | 1     | Vincent Laigle / Svetoslav Stoyanov |
| 2003      | Weltmeisterschaft                            | Herrendoppel | 17    | Vincent Laigle / Svetoslav Stoyanov |
| 2003      | Slovak International                         | Herrendoppel | 1     | Svetoslav Stoyanov / Vincent Laigle |
| 2003      | Dominican Republic International             | Herrendoppel | 1     | Vincent Laigle / Svetoslav Stoyanov |
| 2003      | Croatian International                       | Herrendoppel | 1     | Vincent Laigle / Svetoslav Stoyanov |